# 瓦尔杜斯
瓦尔杜斯（法語：Waldhouse，法語發音：[valduz]；洛林法兰克语：Walthuse）是法国摩泽尔省的一个市镇，位于该省东部，属于萨尔格米讷区。

## 地理
瓦尔杜斯（49°8'39"N, 7°28'0"E）面积6.58 平方千米，位于法国大東部大區摩泽尔省，该省份为法国东北部内陆省份，是洛林的一部分，西南接默尔特-摩泽尔省，东临下莱茵省，北与卢森堡和德国接壤。
与瓦尔杜斯接壤的市镇（或旧市镇、城区）包括：布斯维莱尔、布赖登巴赫、利德希特、瓦尔什布龙。
瓦尔杜斯的时区为UTC+01:00、UTC+02:00（夏令时）。

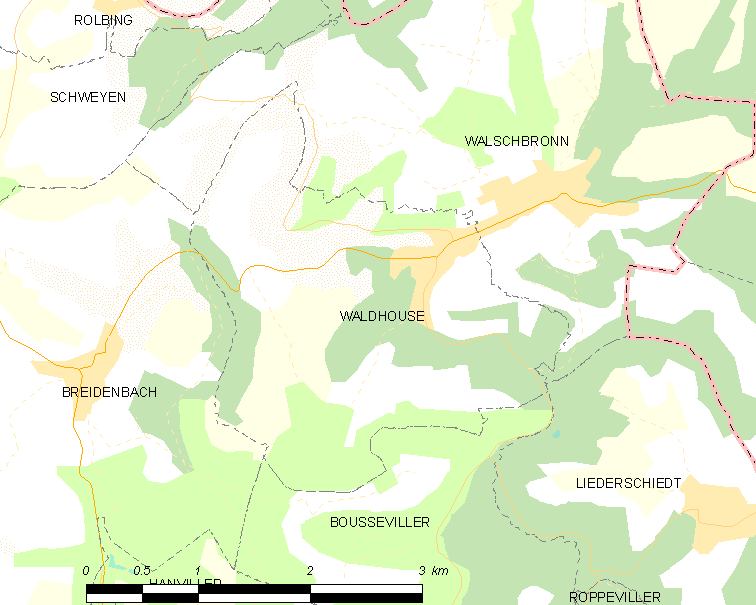
瓦尔杜斯的OSM定位图

## 行政
瓦尔杜斯的邮政编码为57720，INSEE市镇编码为57738。

## 政治
瓦尔杜斯所属的省级选区为比奇县。

## 人口

1962-2008年间瓦尔杜斯人口变化图示

瓦尔杜斯于2022年1月1日时的人口数量为350人。